# NGC 3996
NGC 3996 is een spiraalvormig sterrenstelsel in het sterrenbeeld Leeuw. Het hemelobject werd op 23 april 1832 ontdekt door de Britse astronoom John Herschel.

## Synoniemen
- UGC 6941
- MCG 3-31-4
- ZWG 98.11
- IRAS 11551+1434
- PGC 37628